# Didier Nion
Didier Nion est un réalisateur français né le 21 janvier 1959 au Petit-Quevilly.

## Biographie
Titulaire d'un CAP de menuisier, Didier Nion a occupé plusieurs postes techniques au cinéma et à la télévision : chef machiniste, opérateur, directeur de la photographie.
Il a réalisé des documentaires avant de tourner un premier long métrage de fiction, adaptation du récit d'Alain Bombard, Naufragé volontaire.

## Filmographie

### Courts métrages
- 1998 : Clean Time, le soleil en plein hiver
- 2000 : Vientiane
- 2002 : 17 minutes pour la démocratie
- 2012 : Bombard, le naufragé volontaire

### Longs métrages
- 1997 : Juillet
- 2004 : Dix-sept ans
- 2017 : Naufragé volontaire